# 克納克
克納克是土耳其的城鎮，位於該國西部，由伊茲密爾省負責管轄，面積436平方公里，主要經濟活動有農業、畜牧業和林業，2011年人口11,737。
39°05′38″N 27°22′36″E / 39.09389°N 27.37667°E